# Измайловская площадь
Изма́йловская площадь (образована в 1948 году, название с 18 ноября 1949 года) — площадь в районе Измайлово Восточного административного округа Москвы. Площадь расположена между 1-м, 2-м, 12-м и 13-м кварталами района Измайлово. Представляет собой вытянутый узкий неравнобедренный треугольник, с юга ограниченный Первомайской улицей, с востока и с запада боковыми проездами самой площади, а с севера примыкающий к 2-й Прядильной улице. 1-я Прядильная улица примыкает к площади с востока и с запада, не пересекая её.
В центре площади располагается Измайловский дом культуры строителей, построенный в 1951 году. За ним находится общественный туалет, а перед Домом культуры регулярно проводятся ярмарки.
Проезд вдоль северо-восточной части площади ранее назывался улицей Сталина.

## Происхождение названия
Безымянная площадь у остановки трамвая «Диспансер» в посёлке Измайлово 18 ноября 1949 года была названа Измайловской площадью.

## Примечательные здания
- Дом № 1А — Измайловский дом культуры строителей, ранее — клуб-кино Министерства нефтяной промышленности. Здание построено в 1951 году, по проекту Георгия Яковлевича Чалтыкьяна, главного архитектора Первомайского района. Открытие состоялось 12 июня того же года[5]. Фасад здания украшен портиком с колоннами.
- Дом № 1, строение 2 — общественный туалет.
- Дом № 2, строение 1 — Дом книги в Измайлово.

## Транспорт
- Трамваи: 11 (16-я Парковая улица — Останкино), 12 (16-я Парковая улица — МЦК Дубровка»)
- Автобусы: 34 (Площадь Соловецких Юнг — метро «Преображенская площадь»), 34к (метро «Измайловская» — метро «Преображенская площадь»), 634 (Южное Измайлово — метро «Семёновская»), т22 (16-я Парковая улица — Новорязанская улица), н3 (Уссурийская улица — метро «Китай-город» (ночной))
- Метро:  Измайловская (500 м),  Первомайская (1500 м)